# David Nualart
David Nualart, né le 21 mars 1951, est un mathématicien espagnol travaillant dans le domaine de la théorie des probabilités, en particulier sur certains aspects des processus stochastiques et de l'analyse stochastique (il est notamment un spécialiste du calcul de Malliavin) .

## Biographie
Il obtient son doctorat, intitulé "Contribución al estudio de la partie intégrante estocástica", en 1975 à l'université de Barcelone, sous la supervision de Francesc d'Assís Ventes Vallès.
Après des postes à l'université de Barcelone et l'université polytechnique de Barcelone , il prend un poste de professeur à l'université du Kansas où il est toujours professeur.
Il publie des centaines d'articles scientifiques dans son domaine, siège à plusieurs comités scientifiques, est rédacteur en chef adjoint d'un grand nombre de revues et de 2006 à 2008 est le rédacteur en chef de Electronic Communications in Probability.
Il est élu Fellow de l'Institut de la Statistique Mathématique en 1997. Il est fait docteur honoris causa de l'université Blaise-Pascal (Clermont-Ferrand II) en 1998. Il a reçu le Prix IBERDROLA de Ciencia y Tecnologia en 1999. Il est un membre correspondant de la Real Academia de Ciencias Exactas Fisicas y Naturales de Madrid depuis 2003. Il est membre de la Real Academia de Ciencies i Arts de Barcelone depuis 2003. Il reçoit le Prix de la recherche de la Real Academia de Ciencias de Madrid en 1991.
En Mars 2011, la Conférence internationale sur le calcul de Malliavin et l'analyse stochastique en l'honneur de David Nualart a lieu à l'université du Kansas.